# Loheskatten

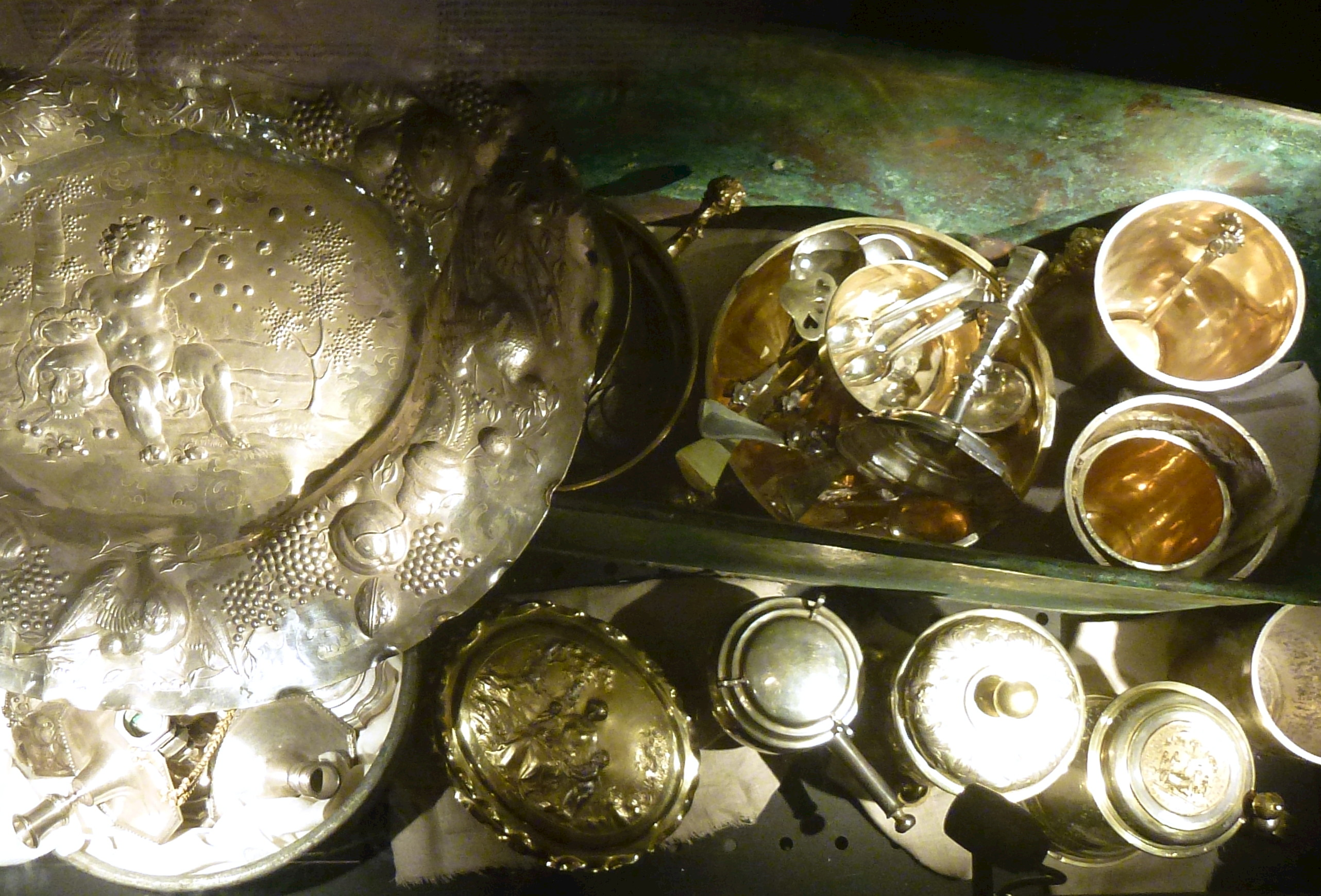
Loheskatten på Stadsmuseet i Stockholm.

Loheskatten är en stor silverskatt gömd cirka 1741 och återfunnen 1937 i en butikslokal på Lilla Nygatan 5 i Gamla stan, Stockholm. Skatten som vägde 205 kg är den största som någonsin påträffats i Sverige. Den före detta butikslokalen inrymde tidigare restaurangen Leijontornet och är idag hotellmatsal. 

## Historik

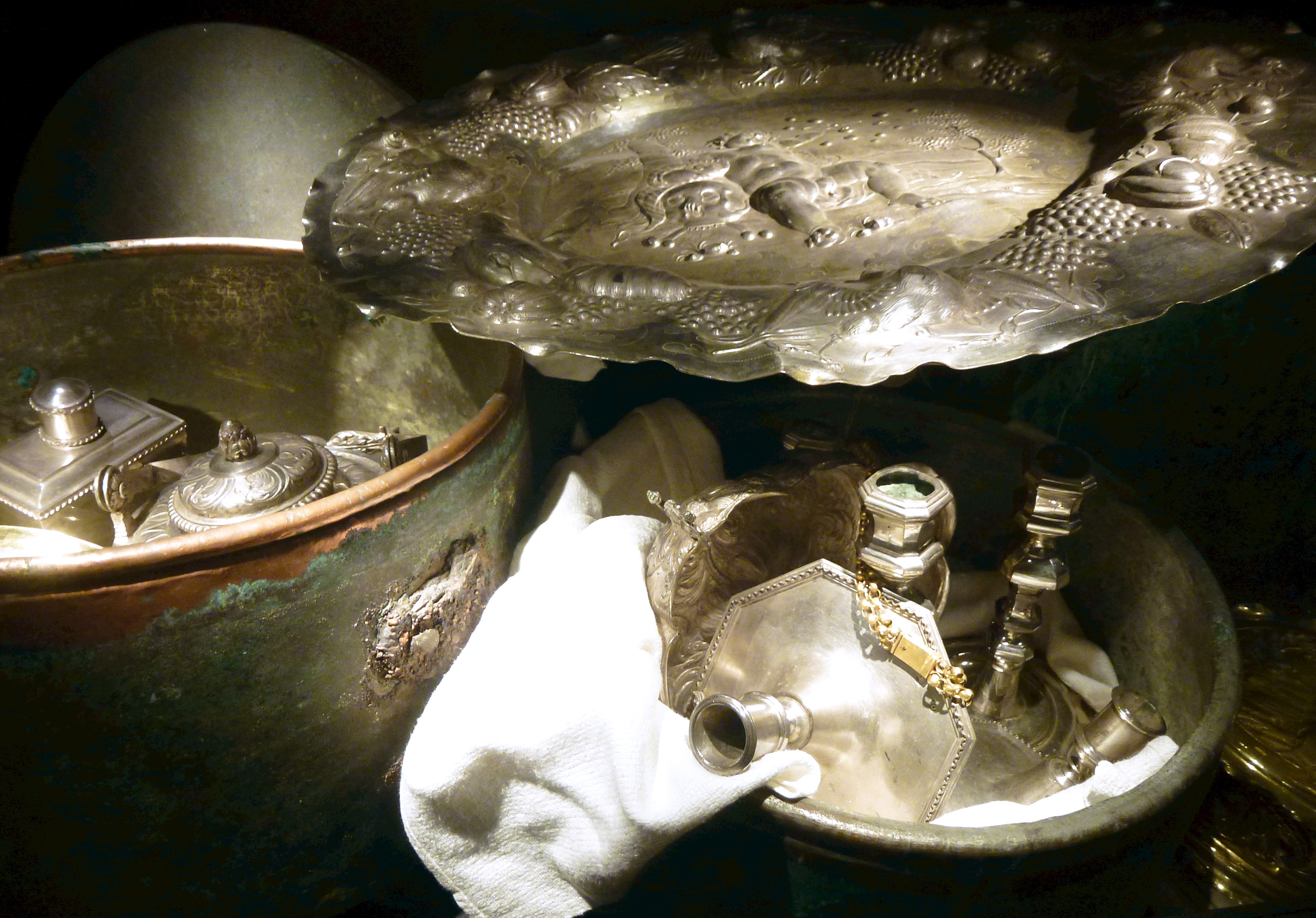
Loheskatten på Stadsmuseet i Stockholm.

Skatten hittades av byggnadsarbetarna Karl Westerberg och Gösta Karlsson som grävde fram den i samband med renoveringsarbeten av en fastighet i kvarteret Tritonia vid Lilla Nygatan 5. Skatten består av 85 silverpjäser och drygt 18 000 silvermynt, från 1600-talets mitt till 1741, förvarat i tre kopparkärl. Det äldsta myntet hade drottning Kristinas sigill, det yngsta från Fredrik I. 
Loheskatten tillhörde ursprungligen Johan Lohe och hans familj. Efter bankiren Johan Lohes död förvaltades arvet av hans hustru Anna Lohe (död 23 januari 1731). Hon inköpte huset på Lilla Nygatan. Efter hennes död bodde de två ogifta barnen Adolf (1683-1759) och Johanna (1690-1759) kvar vid den tidpunkt som skatten förmodas ha blivit gömd, och det anses att Adolf gömt skatten, troligen 1743 i samband med Dalupproret. Oroliga tider rådde även tidigare med Hattarnas ryska krig 1741-1743.
Redan tio dagar efter fyndet lyckades man arrangera en utställning om skatten. Utställningen blev en publiksuccé som slog alla tidigare rekord. Skatten visades även upp på 25 olika orter i landet. År 1941 fick Statens historiska museum ett paket med posten som innehöll ytterligare en sked tillhörande Loheskatten. Skedar är bland annat stämplade av David Richter  (d. ä.) och Abraham Kiettner.

## Historiska bilder

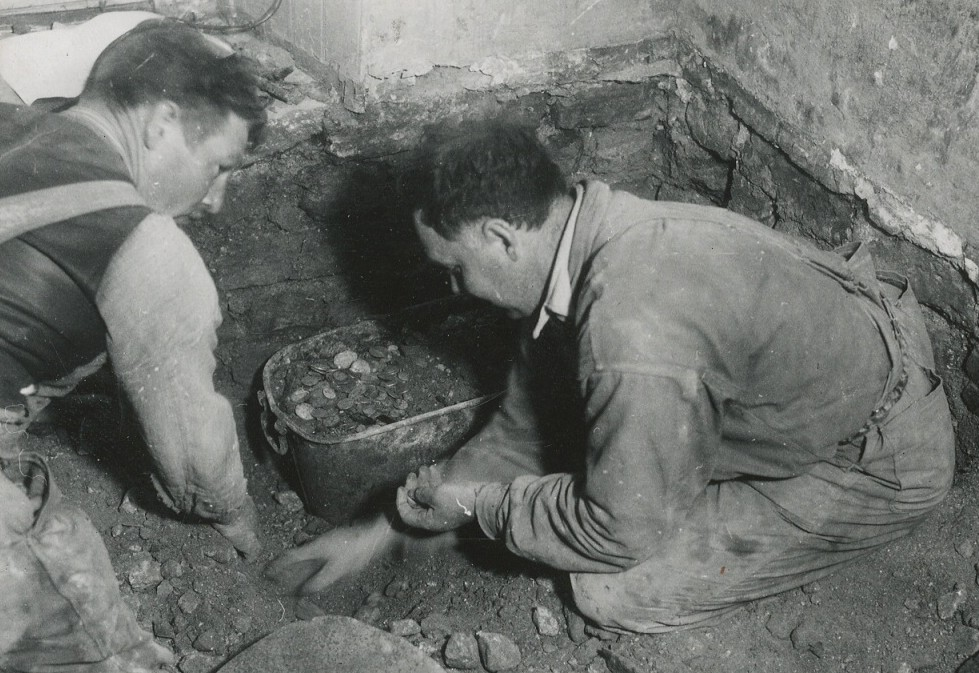
Loheskatten grävs fram av byggnadsarbetarna Westerberg och Karlsson.
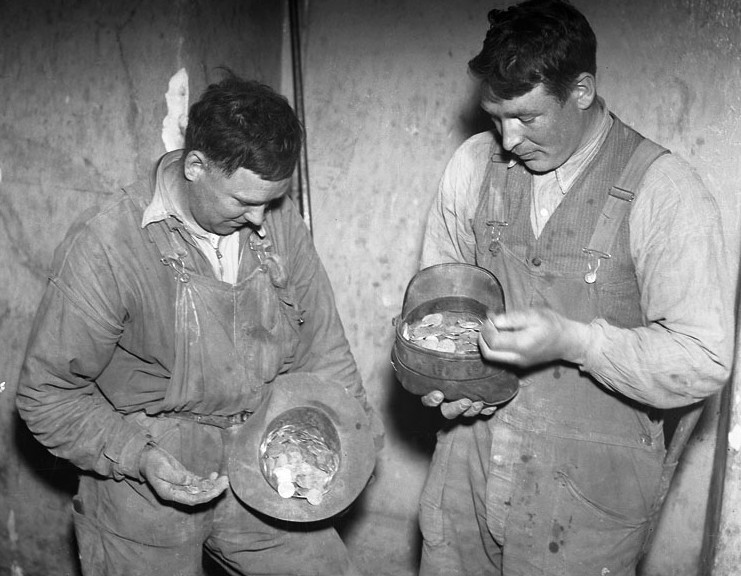
Byggnadsarbetarna Westerberg och Karlsson visar silvermynt från skatten, 15 oktober 1937.
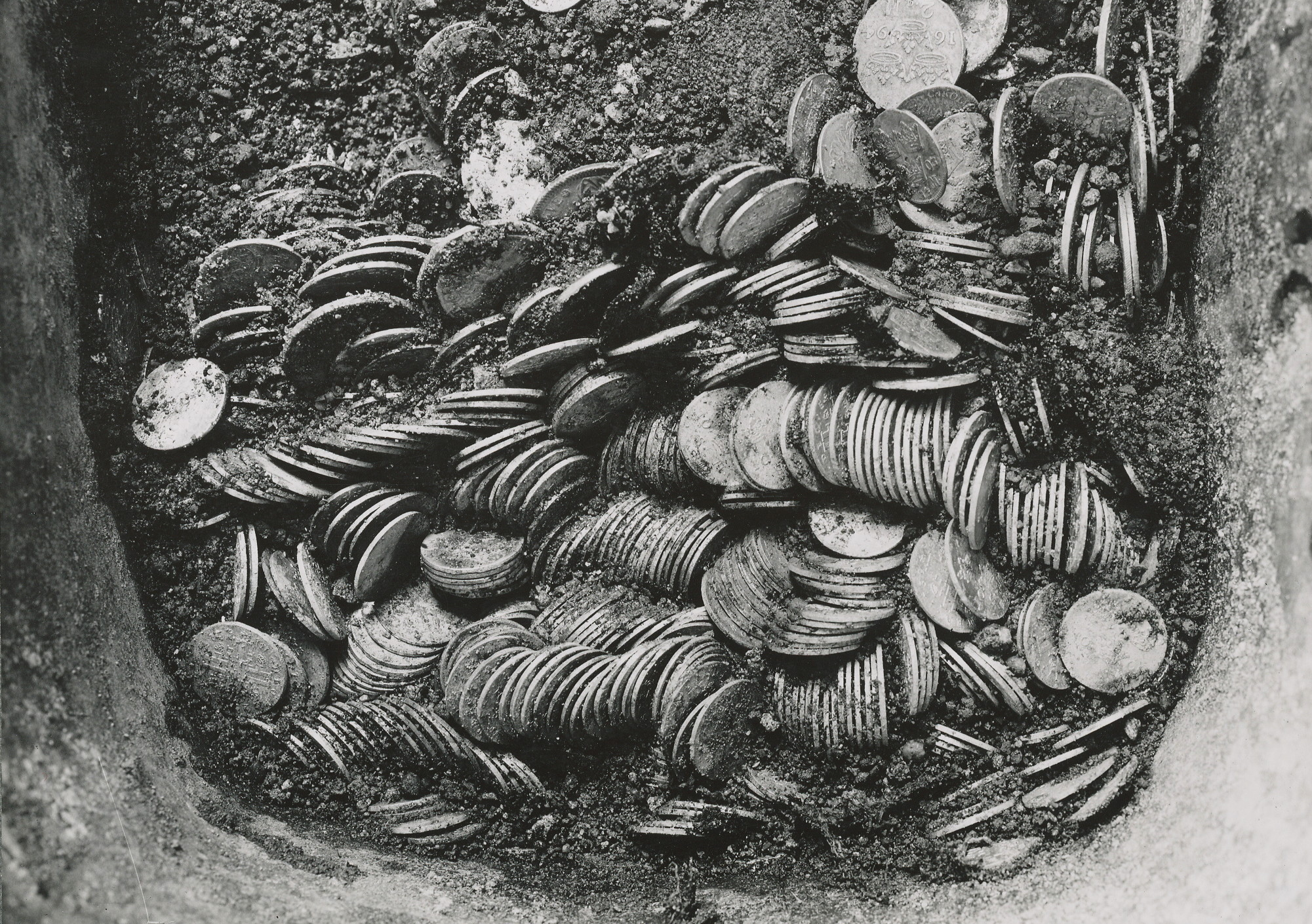
Loheskatten grävs fram, 15 oktober 1937.
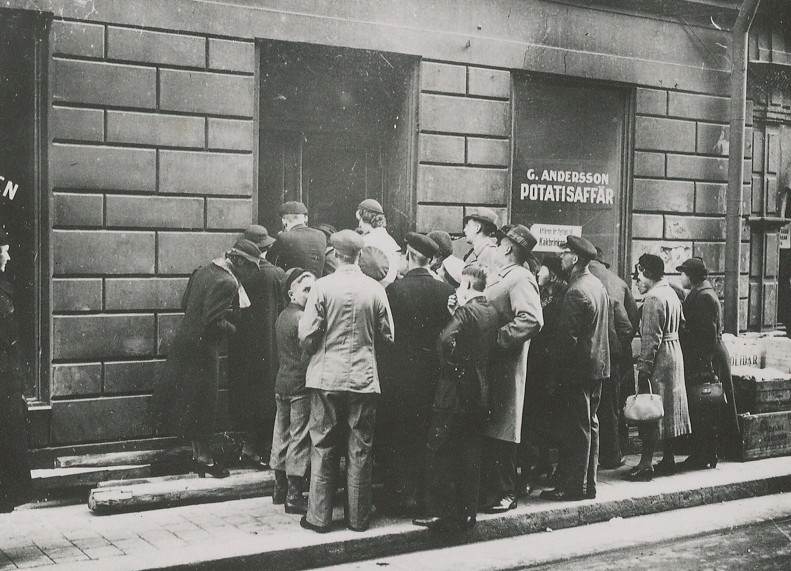
Folksamling utanför Lilla Nygatan 5, 1937.
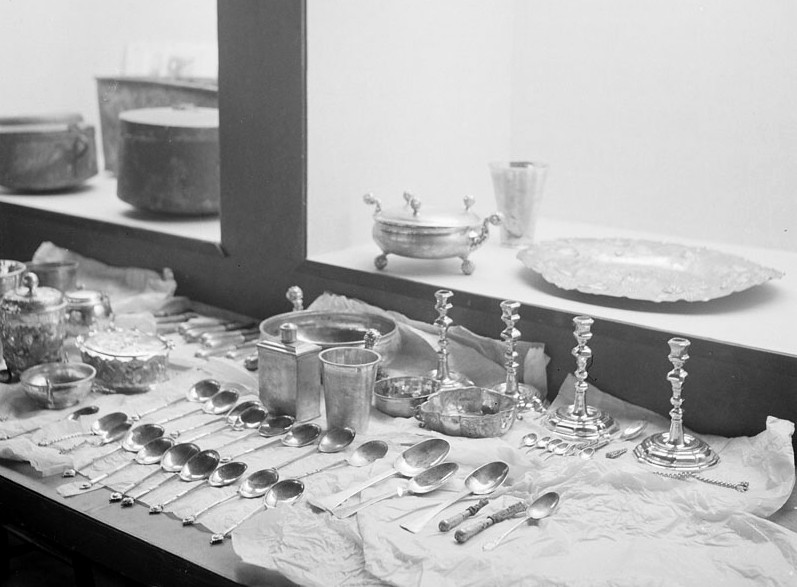
Loheskatten ställs ut på Stadsmuseet i Stockholm, 1942.